# The Blue Hour
The Blue Hour é o oitavo álbum de estúdio da banda britânica de rock alternativo Suede, lançado pela Warner Bros. Records em 21 de setembro de 2018.
Sucessor de Night Thoughts (2016), o projeto é uma espécie de terceiro registro de uma trilogia que começou com Bloodsports (2013), primeiro disco do grupo pós-hiato. O vocalista Brett Anderson definiu The Blue Hour como um álbum "muito úmido e perturbador". As composições foram escritas durante um ano, enquanto as gravações se deram entre os anos de 2017 e 2018. A produção musical foi assinada por Alan Moulder.

## Faixas
| Edição principal |                                       |         |  |
| N.º              | Título                                | Duração |  |
| 1.               | "As One"                              | 4:10    |  |
| 2.               | "Wastelands"                          | 5:31    |  |
| 3.               | "Mistress"                            | 3:23    |  |
| 4.               | "Beyond the Outskirts"                | 4:06    |  |
| 5.               | "Chalk Circles"                       | 2:04    |  |
| 6.               | "Cold Hands"                          | 3:16    |  |
| 7.               | "Life Is Golden"                      | 3:57    |  |
| 8.               | "Roadkill"                            | 2:06    |  |
| 9.               | "Tides"                               | 4:08    |  |
| 10.              | "Don't Be Afraid If Nobody Loves You" | 4:24    |  |
| 11.              | "Dead Bird"                           | 0:26    |  |
| 12.              | "All the Wild Places"                 | 3:15    |  |
| 13.              | "The Invisibles"                      | 4:09    |  |
| 14.              | "Flytipping"                          | 6:41    |  |

| Box e edição japonesa e de luxo |                              |         |  |
| N.º                             | Título                       | Duração |  |
| 1.                              | "The Blue Hour instrumental" | 51:36   |  |

| Faixa bônus da edição LP 7" |                |         |  |
| N.º                         | Título         | Duração |  |
| 15.                         | "Manipulation" |         |  |

| Box DVD de luxo |                                                     |         |  |
| N.º             | Título                                              | Duração |  |
| 1.              | "The Blue Hour album band's commentary"             |         |  |
| 2.              | "The Blue Hour Trailer"                             | 0:19    |  |
| 3.              | "The Invisibles (Promo Video)"                      | 4:14    |  |
| 4.              | "Don't Be Afraid If Nobody Loves You (Promo Video)" | 4:30    |  |